# Van Gogh aux Saintes-Maries de la Mer

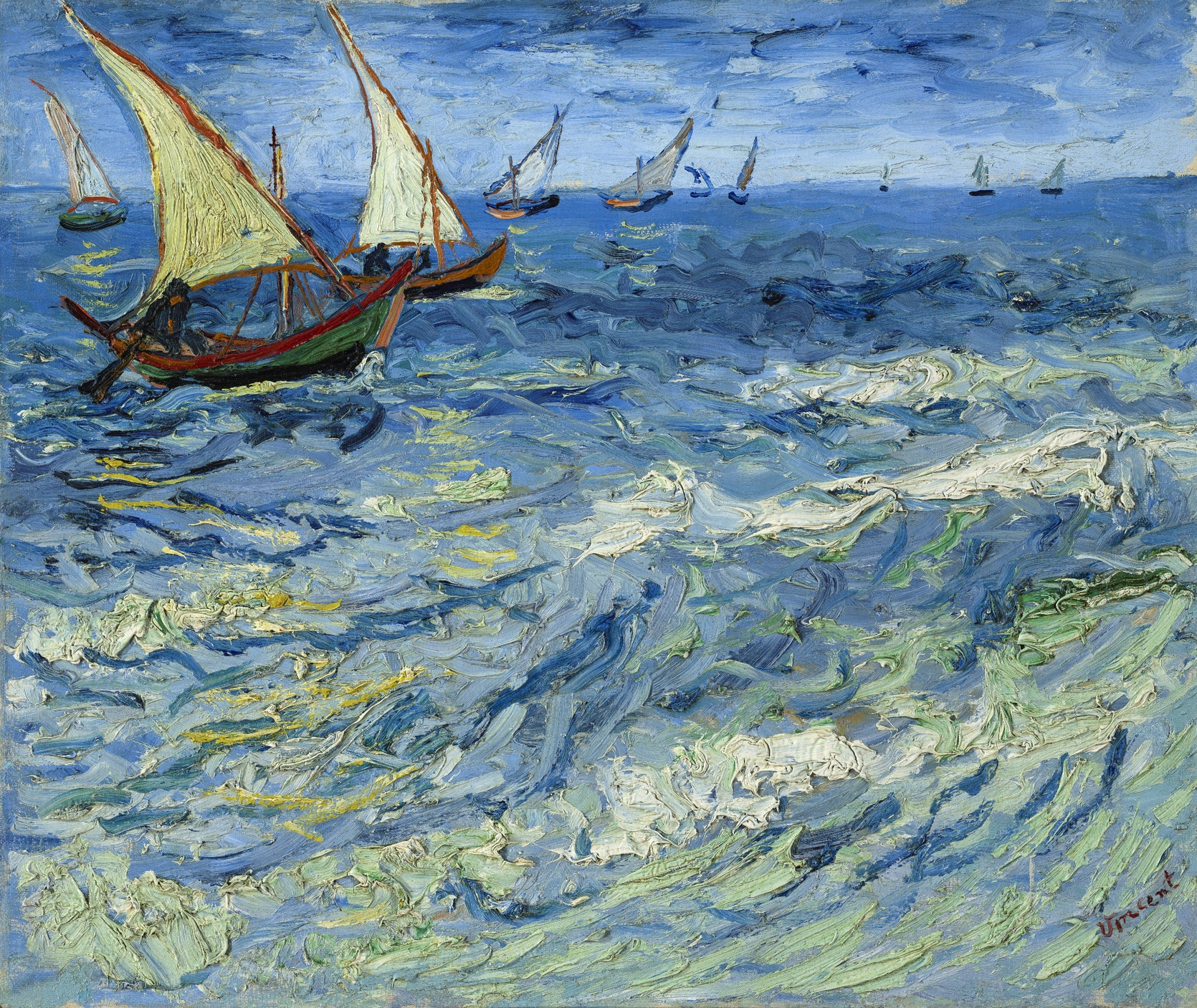
La mer aux Saintes-Maries, 1888, Musée d'État des Beaux-Arts Pouchkine, Moscou.

Van Gogh aux Saintes-Maries-de-la-Mer relate la découverte de la ville des Saintes-Maries-de-la-Mer en France par Vincent van Gogh qui y passe une semaine début juin 1888. Ce court séjour marque une étape importante de son œuvre, l’avènement de la couleur exagérée, « outrée », annonciatrice de ses grandes œuvres d’Arles : Les Tournesols, champs, jardins, etc.

## Histoire
Après deux années de vie parisienne intense, épuisé par la ville, ayant un besoin de retour à la campagne, sur les conseils de Toulouse-Lautrec, en fin février 1888, Vincent van Gogh part pour la ville française d'Arles, « le pays de la lumière et des tons gais », à la recherche d’une nature « plus riche, plus colorée ». Fasciné par les vergers en fleurs, « dans une rage de travail », il peint une quinzaine de toiles sur ce thème.
Après le rose et le blanc des vergers, Vincent veut apprécier « l’effet d’une mer bleue et d’un ciel bleu » et décide de se rendre aux Saintes-Maries-de-la-Mer pour voir enfin la Méditerranée : « Demain matin de bonne heure je pars pour les Saintes-Maries au bord de la Méditerranée enfin. J’y resterai jusqu’à samedi soir. J’emporte trois toiles, mais je crains un peu qu’il y ait trop de vent pour peindre. J’emporte tout ce qu’il faut pour dessiner surtout. »
Après cinq heures de diligence, traversant « des vignes, des landes, des terrains plats comme la Hollande », Vincent van Gogh arrive aux Saintes-Maries-de-la-Mer. Sur la route, il découvre les plaines d’herbe où il y a des manades de taureaux et des troupeaux de petits chevaux blancs à demi sauvages et « bien beaux ». 
Il s’installe en prenant pension dans une petite auberge et visite le village. 
Il découvre la Méditerranée qu’il ne connaissait que par les peintres. il s’attendait à voir une mer bien bleue, mais la Méditerranée a une couleur changeante, « comme les maquereaux, on ne sait pas toujours si c’est vert ou violet, on ne sait pas toujours si c’est bleu, car la seconde après le reflet changeant a pris une teinte rose ou grise ». La plage surtout le ravit : « Sur la plage toute plate, sablonneuse, de petits bateaux verts, rouges, bleus, tellement jolis comme forme et couleur qu’on pensait à des fleurs ». 
Sa première toile est bleue, « excessivement bleue, dit-il : le ciel, la mer, et même les voiles des bateaux sont bleutées ». « Aussi j’ai une exorbitante signature rouge parce que je voulais une note rouge dans tout ce bleu-vert. » Sa seconde marine, appelée « Petite Marine », a des tons plus chatoyants, « plus fouillée », dit-il.
Sa dernière toile apportée d’Arles sera consacrée à la peinture du village, peinte d’après un grand dessin préparatoire soigné, très détaillé où, en utilisant sa toile en hauteur, il renforce l’image d’un village regroupé autour de sa belle église romane, qu’il décrit comme une « forteresse antique » : « Je ne crois pas qu’il y ait cent maisons dans ce village ou dans cette ville. Et encore quelles maisons, comme dans nos bruyères et tourbières de Drenthe. »
Cette église a été immortalisée par Frédéric Mistral qui y a situé dans le dernier chapitre la triste fin de Mireille venue mourir d’amour dans la chapelle haute de l’église, après avoir traversée la Camargue à pied pour implorer les Saintes de lui rendre « son Vincent ».

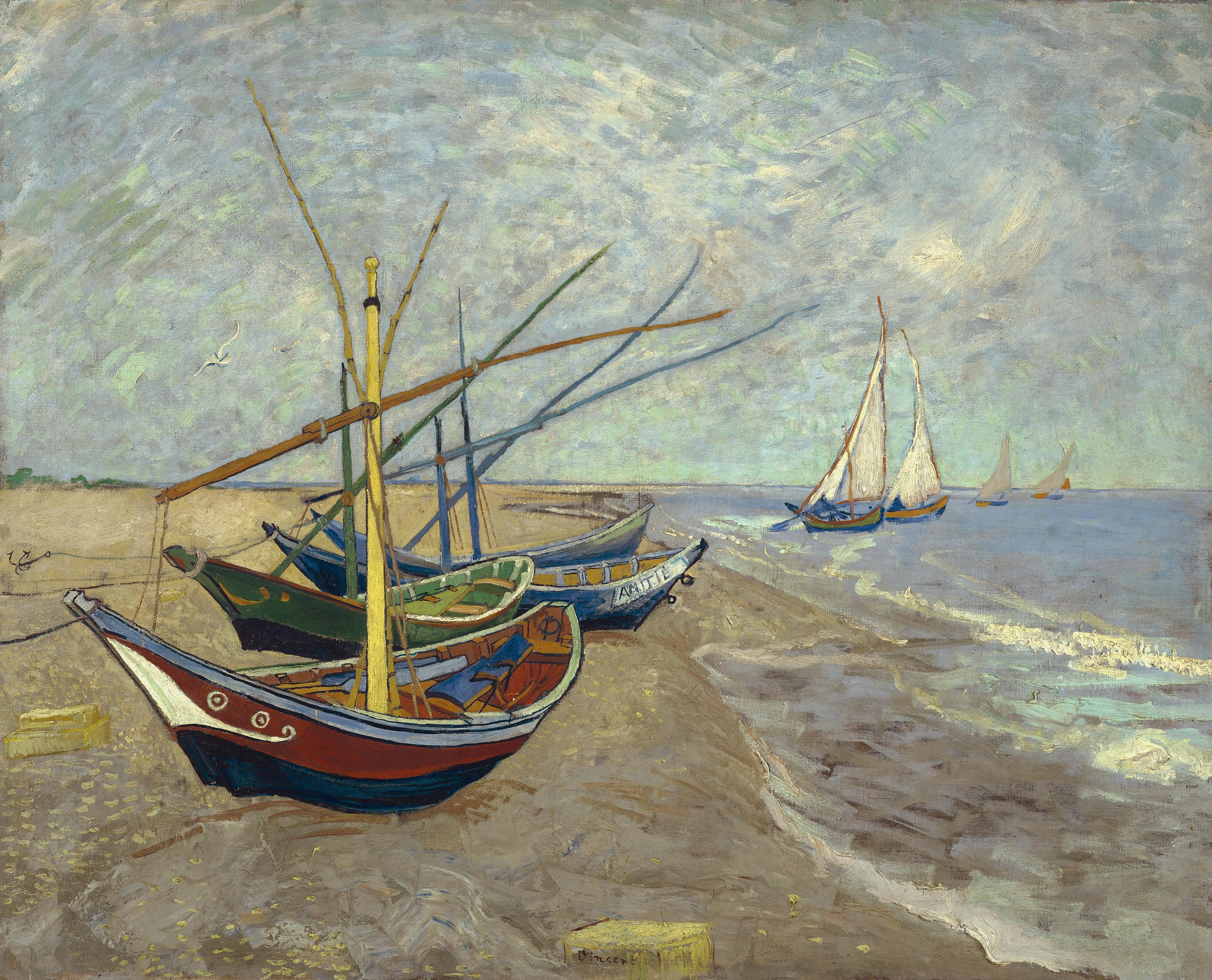
Van Gogh, Barques sur la plage des Saintes-Maries, juin 1888.

Van Gogh dessine des vues du village, une jolie rue, des alignements de maisons, un campement de gitans et plusieurs dessins de cabanes dont il a précisément étudié l’architecture : la poutre centrale qui finit en croix, le tressage des toits, les textures des murs blanchis à la chaux et scintillant sous le Soleil. Des dessins qui seront repris à son retour à Arles et donneront lieu à de superbes œuvres.
Il revient sans cesse sur la plage pour admirer les barques sur la mer : « un seul homme les monte, ces barques-là ne vont guère sur la haute mer. Ils fichent le camp, lorsqu’il n’y a pas de vent et reviennent à terre s’il en fait un peu. » Il les a bien observées pour rendre précisément la silhouette du pêcheur maniant sa barre. Ill a aussi étudié de près la forme des vagues et des rouleaux, ceux du premier plan comme ceux de l’horizon, des mers calmes aux plus démontées.
Dans le grand dessin de la plage, on voit l’activité intense qu’il y règne : Les bateaux qui s’approche du rivage, les gens qui tirent une barque sur le rivage, un couple qui arrive sur une barque et deux chariots qui servent à remonter les filets chargés de harengs, et deux barques échouées.
Une promenade au crépuscule le rend particulièrement lyrique et l’inspirera pour la série des ciels étoilés d’Arles : « Le ciel d’un bleu profond était tacheté de nuages d’un bleu plus profond que le bleu fondamental d’un cobalt intense, et d’autres d’un bleu plus clair, comme la blancheur bleue de voies lactées. Dans le fond bleu, les étoiles scintillaient claires, verdies, jaunes, blanches, roses plus claires, diamantées davantage comme des pierres précieuses que chez nous. »
Le matin de son départ, il fait un grand dessin de barques posées sur la plage. Un dessin détaillé avec un jeu géométrique de droites qui s’entrecroisent pour les mâts et les baumes. Et de belles courbes pour ces « barques tellement jolies comme forme et couleurs qu’on pensait à des fleurs ». Il se dit particulièrement satisfait de sa vitesse d’exécution et de sa précision : « Je ne suis ici que depuis quelques mois, mais dites-moi est-ce qu’à Paris j’aurais dessiné en une heure le dessin des bateaux ? Même pas avec le cadre perspectif, or ceci s’est fait sans mesurer en laissant aller la plume. »
Dans ce pays à la longue tradition d’accueil des gens du voyage, Vincent se sent bien. Contrairement à ces villages du Brabant où il est souvent mal reçu et parfois chassé, il apprécie les villageois : « Un très beau gendarme est venu m'interviewer ici, et aussi le curé ; les gens ne doivent pas être bien méchants ici, car même le curé avait presque l'air d'un brave homme. »
Durant cette semaine aux Saintes, il aura plusieurs fois l’occasion de se régaler de poissons : « On mange ici de meilleures fritures qu’au bord de la Seine. Seulement il n’y a pas de poisson à manger tous les jours, vu que les pêcheurs s’en vont vendre à Marseille. Mais quand il y en a, c’est rudement bon » (un enthousiasme rare chez Vincent qui aurait plutôt tendance à se plaindre de sa nourriture).
Ce séjour aux Saintes est remarquable par le nombre d’œuvres réalisées : 6 belles peintures, 3 aux Saintes, 3 à son retour, 14 dessins, 9 aux Saintes, 5 les semaines suivantes, et 4 croquis explicatifs par lettre. En tout, 24 œuvres ou croquis. Cette petite semaine au bord de la mer est évoqué dans quatre lettres (2 à Theo, une à E. Bernard, une à Wil), et le nom du village est mentionné dans treize lettres. 
Vincent se dit particulièrement content de son séjour et envisage d’y revenir très vite : « Aussitôt que je pourrai, je reviendrai encore faire des études ici », mais son destin en décide autrement.

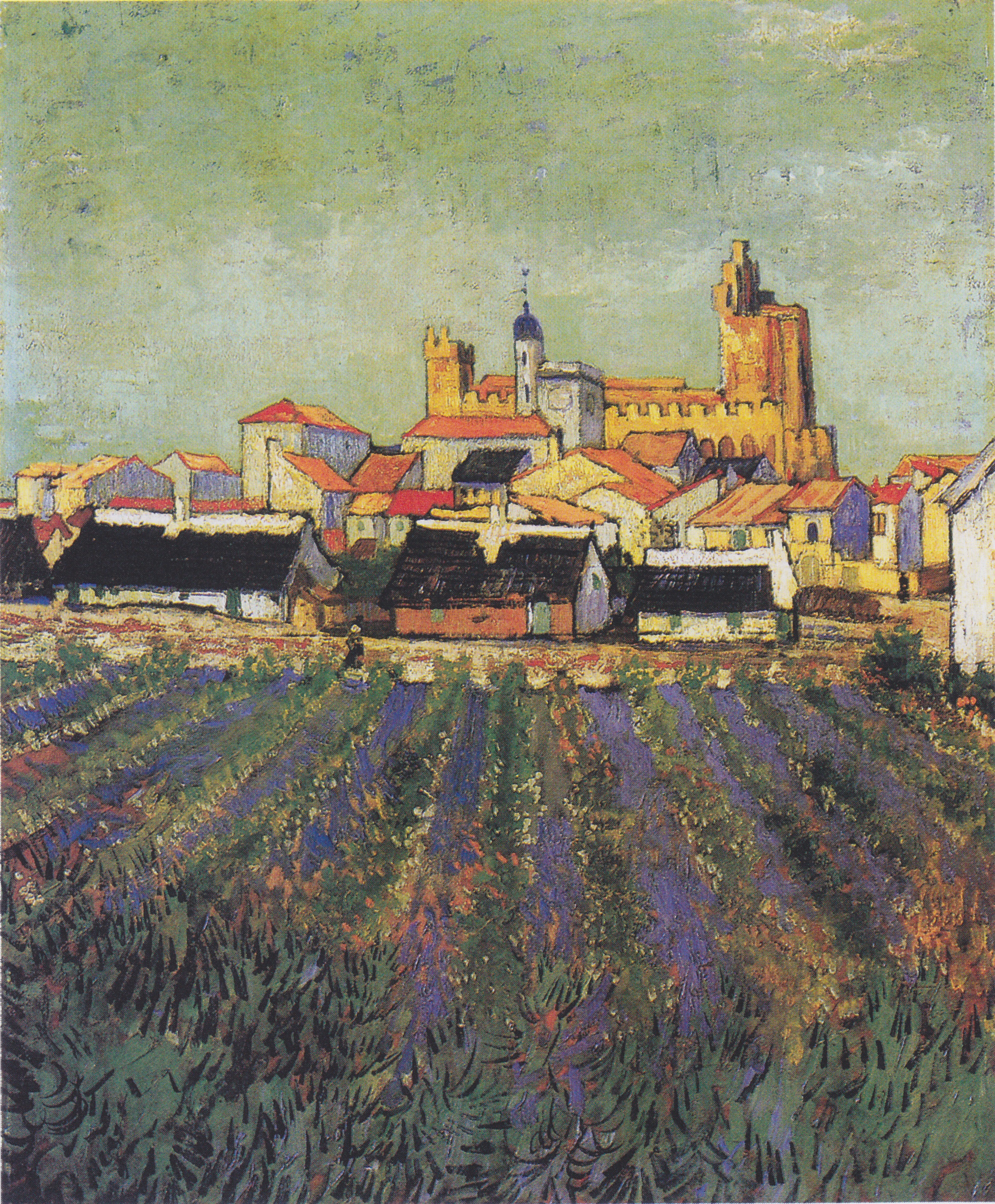
Vue des Saintes-Maries, huile sur toile, 1888.

D’après ses dessins de Saintes, il réalise, dans les jours qui suivent son retour, trois peintures  éblouissantes manifestes de sa nouvelle manière : La Rue aux Saintes, Cabanes blanches aux Saintes-Maries et Barques sur la plage.[réf. nécessaire].

## «Vincent devint Van Gogh»
Juste avant de partir pour les Saintes-Maries, évoquant La Moisson, Vincent écrivait à Theo : « Il faut que j’arrive à la fermeté de couleur que j’ai dans cette toile qui tue les autres. Alors peut-être, je suis sur la piste et mon œil se fait-il à la nature d’ici. Attendons encore pour en être sûr. »
Il n’eut pas à patienter longtemps. Dès son retour à Arles, il constate des changements importants : « voit avec un œil plus japonais, on sent autrement la couleur ».
À cette évolution du regard, il associe la nécessité de s’installer dans la région : « Maintenant que j’ai vu la mer ici, je ressens tout à fait l’importance qu’il y a de rester dans le Midi, et de sentir qu’il faut encore outrer la couleur davantage (...). Aussi ai-je la conviction que par un long séjour ici, je dégagerai ma personnalité. »
Sa dernière révolution accomplie, « Vincent devint Van Gogh », le peintre célébré internationalement pour ses nuits étoilés, ses portraits (comme des « apparitions »), ses cyprès, ses paysages mouvants et ses tournesols.

## Galerie des travaux sur le thème des Saintes-Maries

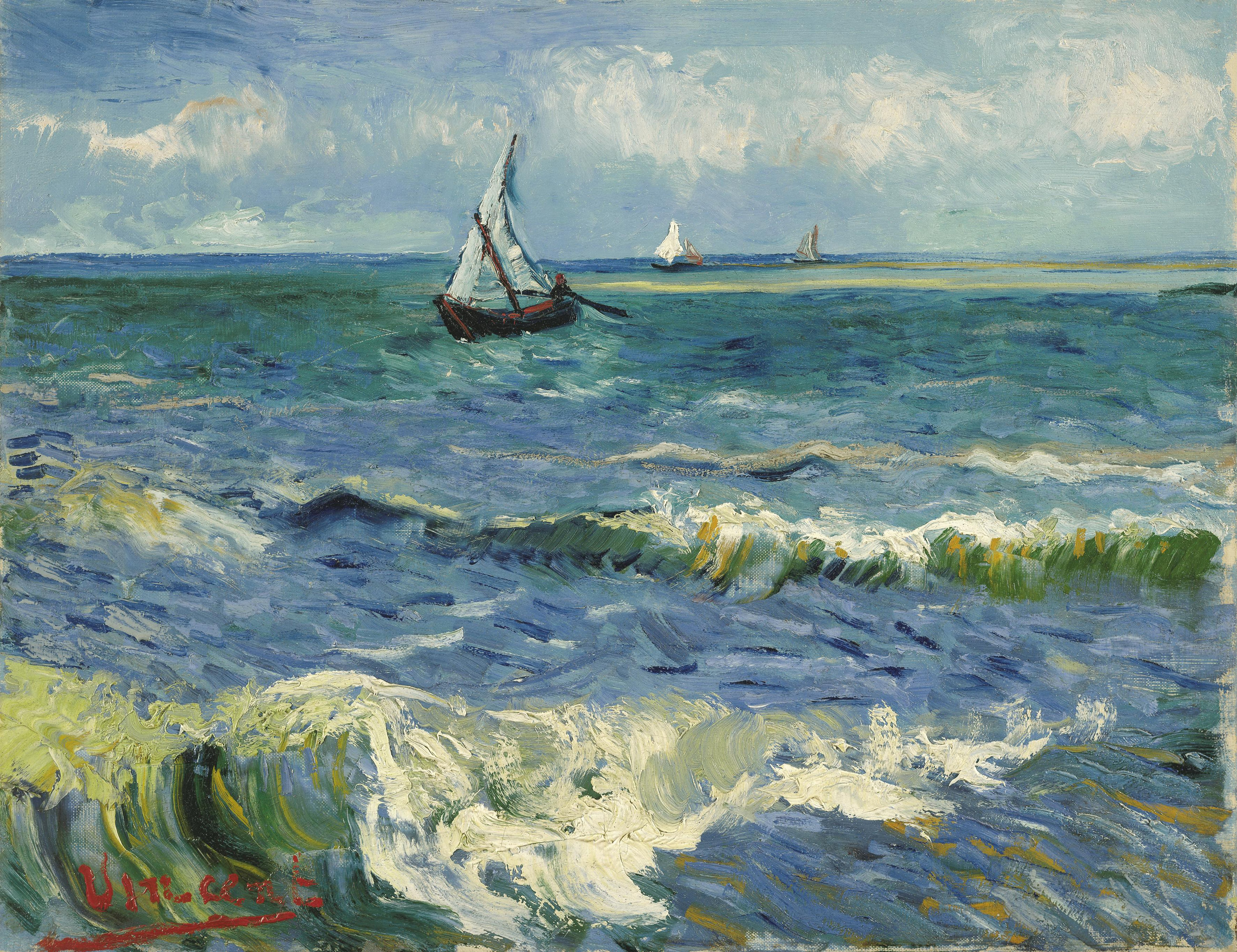
Bateaux de pêche aux Saintes-Maries, huile sur toile.
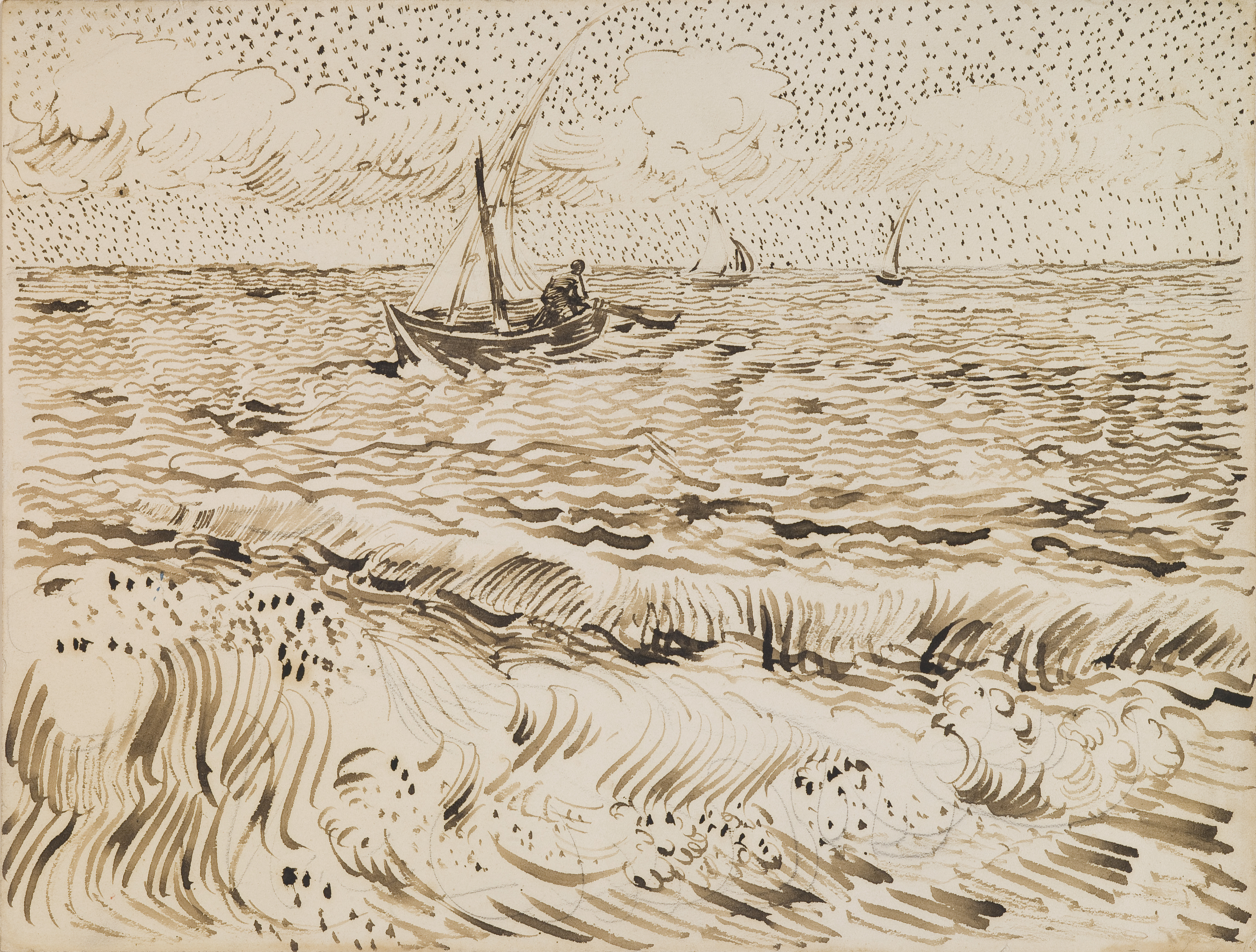
Bateaux de pêche aux Saintes-Maries, encre et crayon.
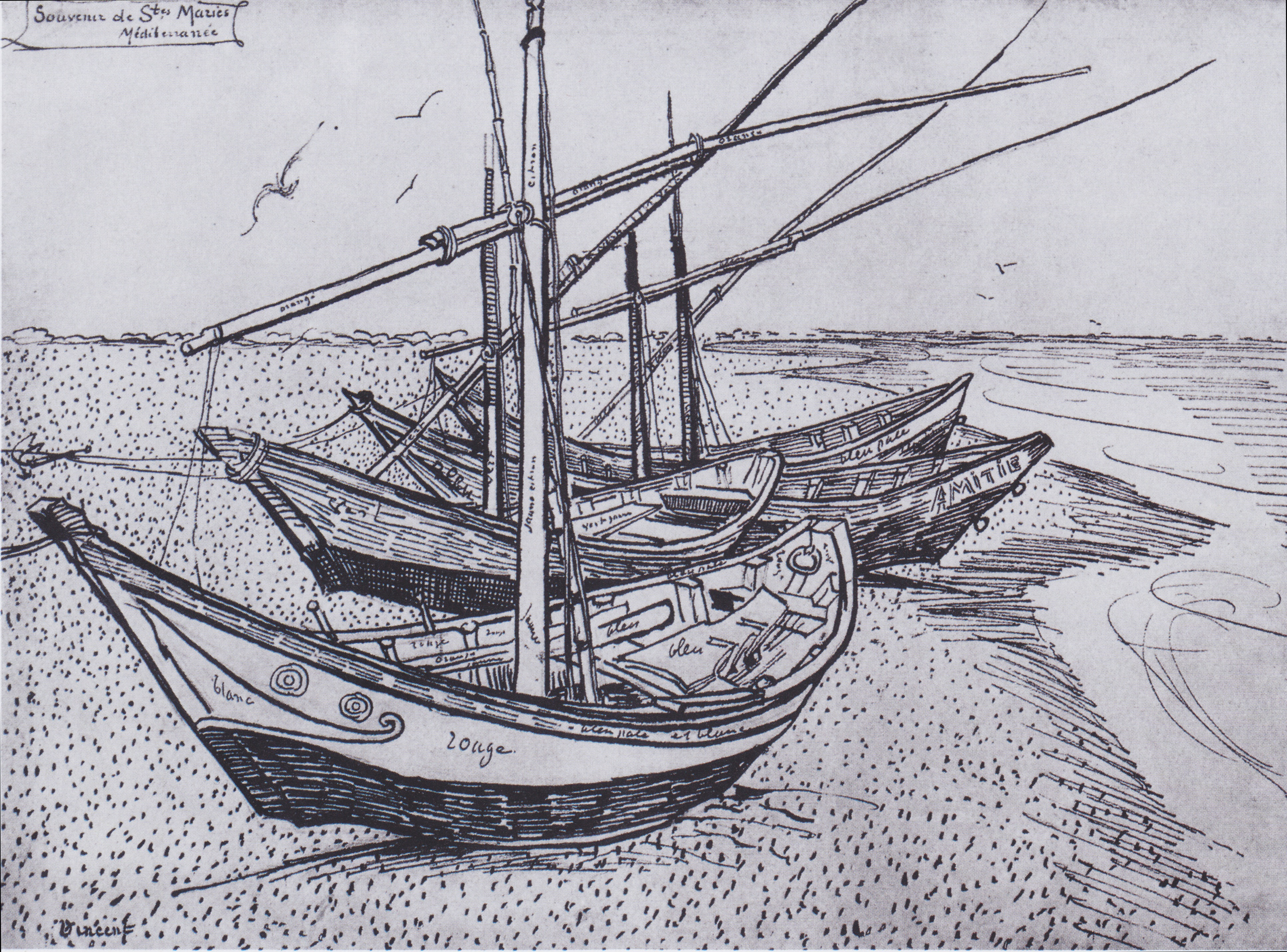
Bateaux de pêche sur la plage, encre et calame.
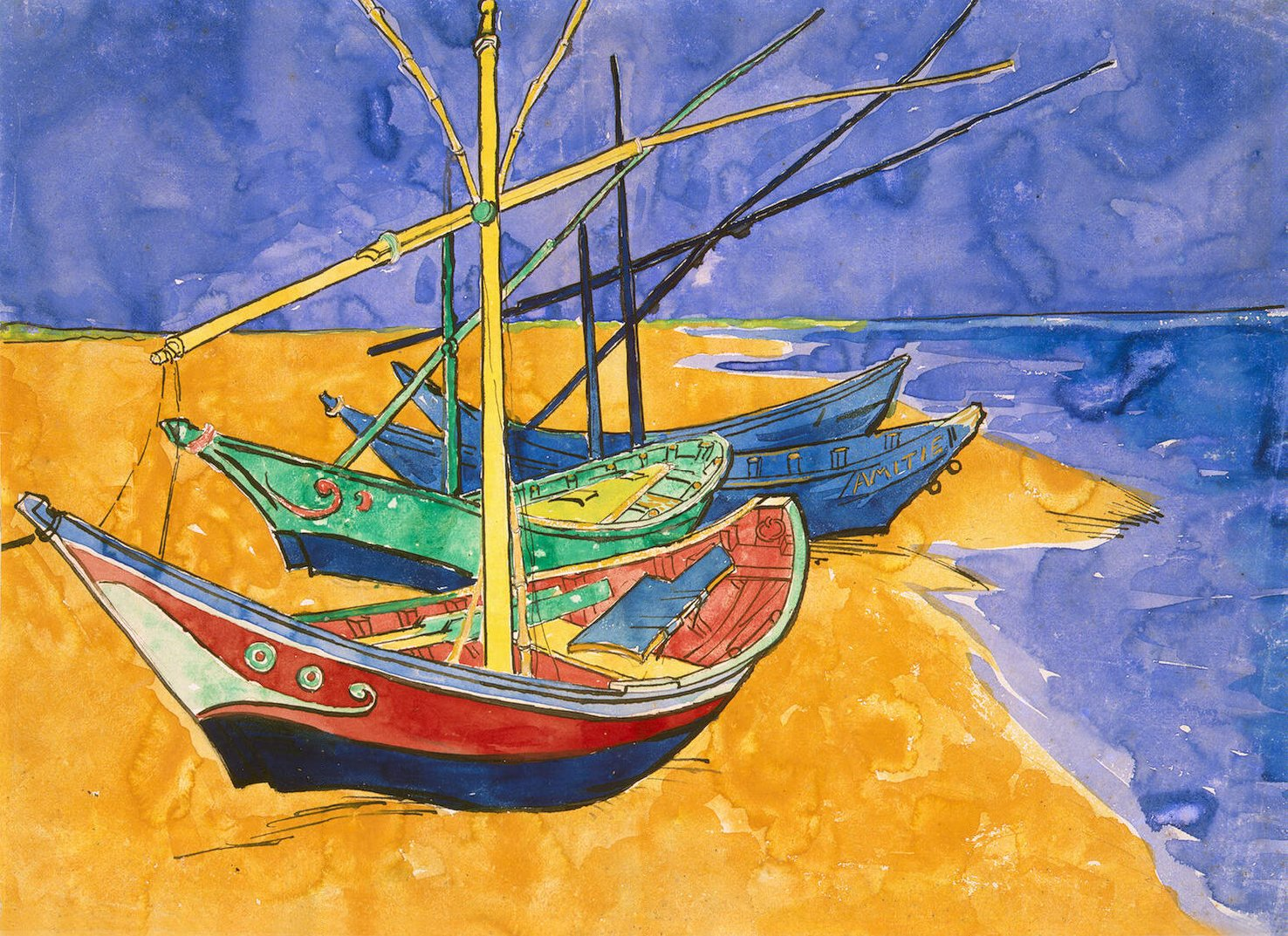
Bateaux de pêche sur la plage, aquarelle.

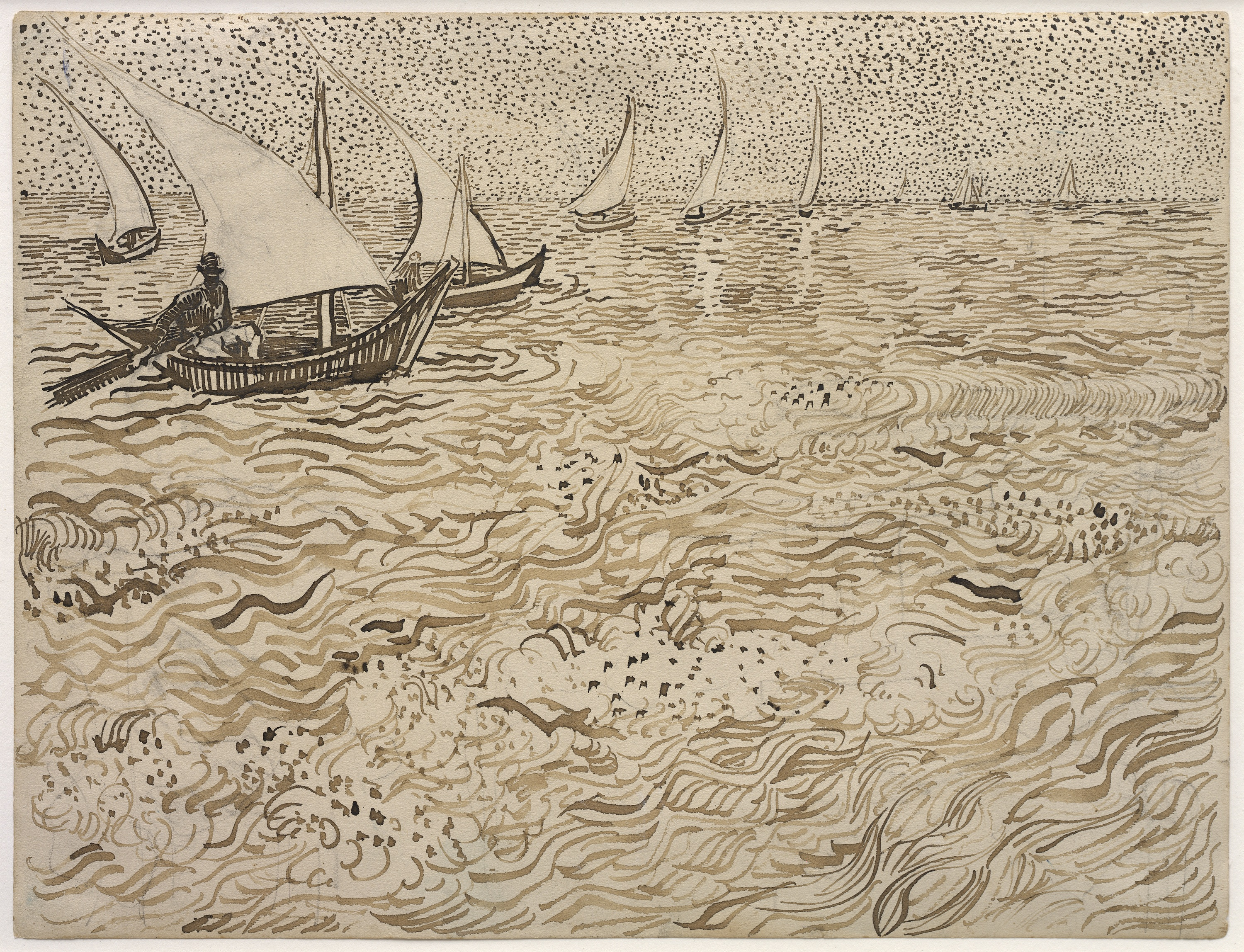
Bateaux de pêche aux Saintes-Maries, encre et calame sur vélin.
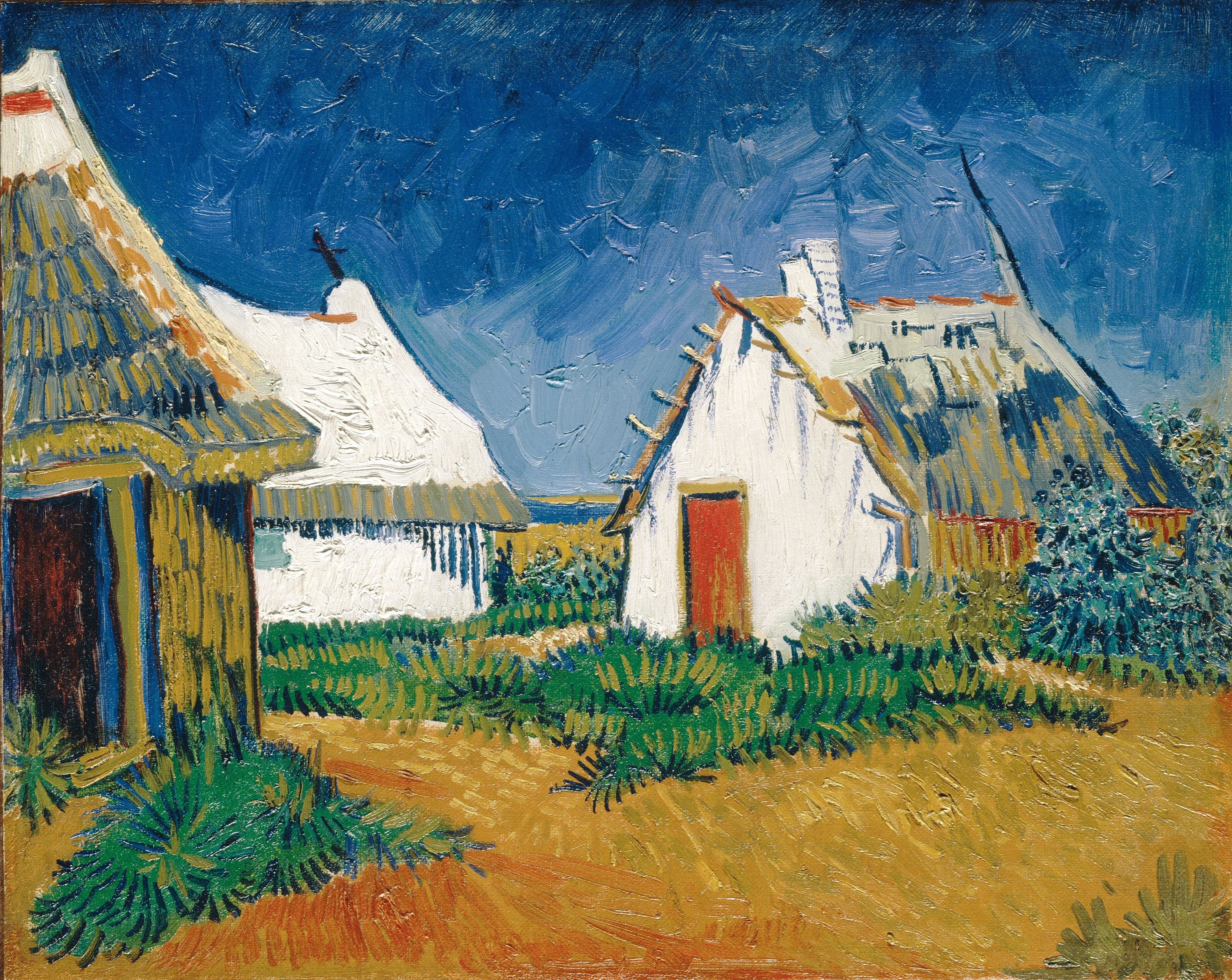
Trois cabanes blanches aux Saintes-Maries, huile sur toile.
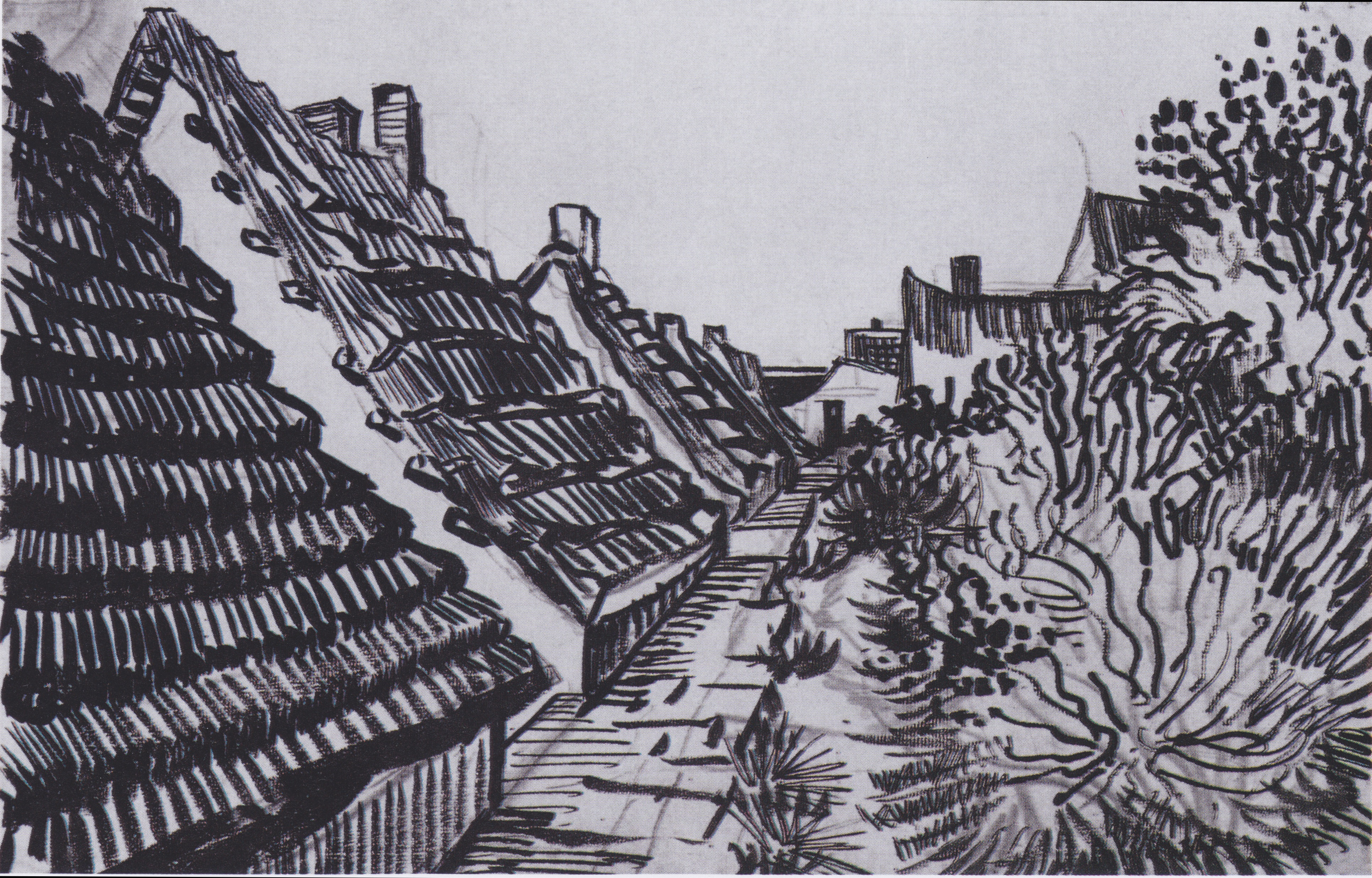
Rue des Saintes-Maries, encre et calame.
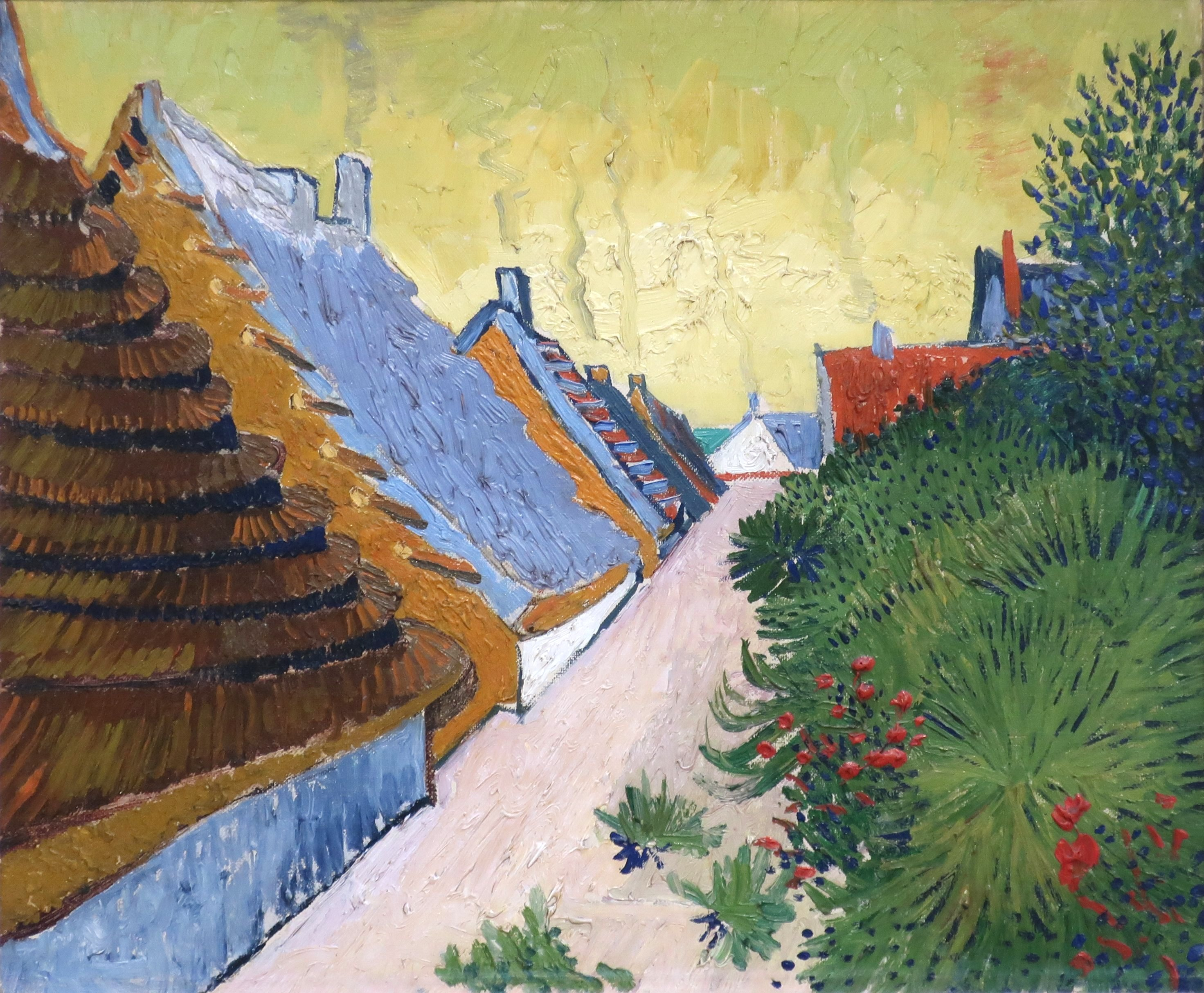
Rue des Saintes-Maries, huile sur toile.